# Konrad Lundberg
Konrad Wilhelm Reinhold Lundberg, född 6 maj 1937 i Malmö, död där i maj 2003, var en svensk målare.
Lundberg studerade först konst för sin far Birger Lundberg men bedrev dessutom omfattande självstudier. Han har medverkat i ett stort antal samlingsutställningar i Stockholm, Malmö och flera landsortsstäder. Bland hans offentliga arbeten märks en utsmyckning för Folkets hus i Malmö. Hans konst består av mariner och landskap utförda i olja, akryl eller akvarell. Han signerade sina verk med CW Lundberg.   